# Gaël Duhayindavyi
Gaël Duhayindavyi (Buyumbura, 3 de octubre de 1990) es un futbolista burundés que juega en la demarcación de centrocampista para el Mukura Victory Sports FC de la Primera División de Ruanda.

## Selección nacional
Hizo su debut con la selección de fútbol de Burundi el 5 de enero de 2011 en un encuentro amistoso contra Uganda que finalizó con un resultado de 3-1 a favor del combinado ugandés tras los goles de Owen Kasule, Manko Kaweesa y de Noah Ssemakula para Uganda, y de Jean-Paul Habarugira para Burundi. Además disputó la Copa CECAFA 2011, la Copa CECAFA 2012, la Copa CECAFA 2013, el Campeonato Africano de Naciones de 2014, la Copa CECAFA 2015 y la Copa CECAFA 2017.

### Goles internacionales
| # | Fecha               | Estadio                                                  | Oponente      | Gol | Resultado | Competición                                             |
| - | ------------------- | -------------------------------------------------------- | ------------- | --- | --------- | ------------------------------------------------------- |
| 1 | 11 de marzo de 2017 | Estadio del Príncipe Louis Rwagasore, Buyumbura, Burundi | Yibuti        | 5–0 | 7-0       | Amistoso                                                |
| 2 | 10 de junio de 2017 | Estadio del Príncipe Louis Rwagasore, Buyumbura, Burundi | Sudán del Sur | 2–0 | 3-0       | Clasificación para la Copa Africana de Naciones de 2019 |

## Clubes
| Club                     | País    | Año         |
| ------------------------ | ------- | ----------- |
| Atlético Olympic FC      | Burundi | 2009 - 2013 |
| LLB Académic             | Burundi | 2013 - 2015 |
| Vital'O FC               | Burundi | 2015 - 2017 |
| Mukura Victory Sports FC | Ruanda  | 2017 -      |

## Palmarés

### Campeonatos nacionales
| Título                      | Club                | País    | Año  |
| --------------------------- | ------------------- | ------- | ---- |
| Primera División de Burundi | Atlético Olympic FC | Burundi | 2011 |
| Primera División de Burundi | LLB Académic        | Burundi | 2014 |
| Copa de Burundi             | LLB Académic        | Burundi | 2014 |
| Primera División de Burundi | Vital'O FC          | Burundi | 2016 |